# Tinta compatible

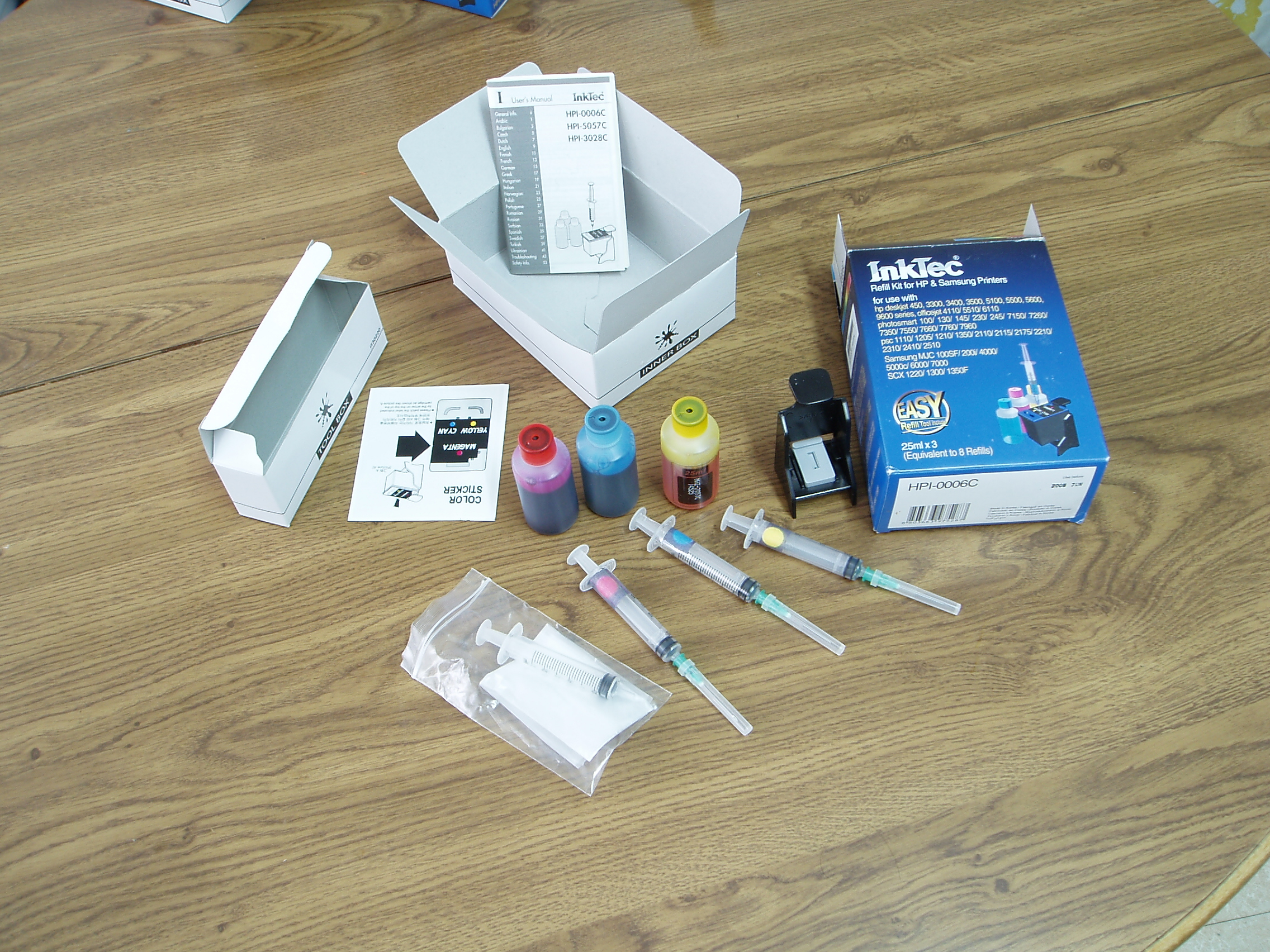
Kit de relleno de tinta color.

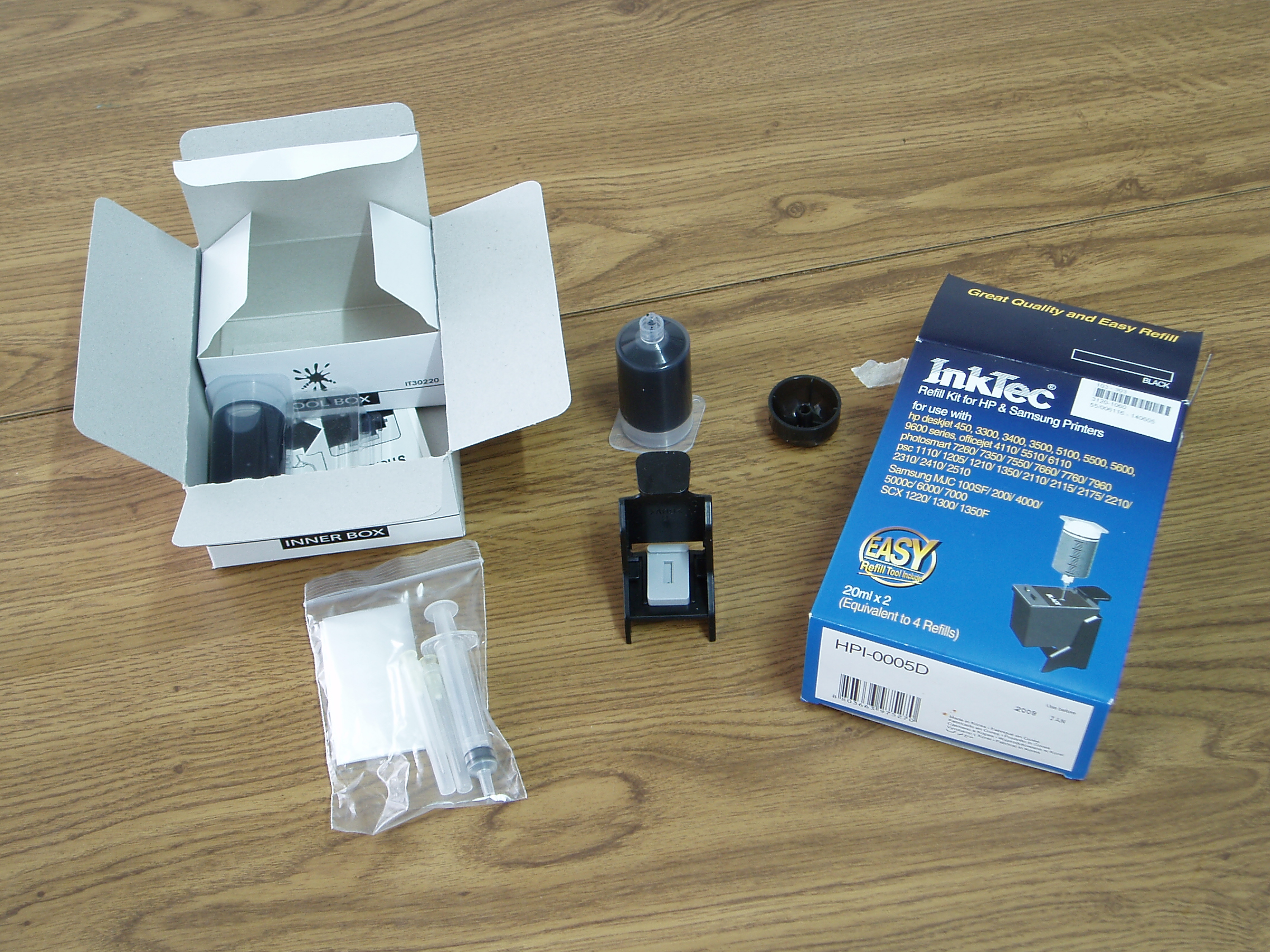
Kit de relleno de tinta negra.

Se denomina tinta compatible al  cartucho de tinta o kit de rellenado alternativo al consumible original de las marcas de impresora. Normalmente la tinta de los consumibles originales suele ser bastante cara, se calcula que el litro sale 2000-3000€. Por ello han aparecido fabricantes de tinta que producen tinta a menor coste.
Los fabricantes de impresoras avisan de que pueden causar problemas a la impresora o reducir la calidad de impresión. Los fabricantes de tintas clónicas, también llamadas compatibles, responden que buscando tintas de calidad y no comprando cualquier cosa se pueden obtener buenos resultados ahorrando mucho dinero, y no anulan la garantía de la impresora. El uso de cartuchos compatibles es también un beneficio para el medio ambiente, en tanto que la tinta compatible también se encuentra en cartuchos reciclados o remanufacturados. Además, en el peor de los casos solo puedes estropear el cartucho y sus cabezales, que se van a cambiar con siguiente cartucho de tinta. Otras impresoras que no tienen cabezales intercambiables, sí podrían necesitar una reparación más costosa en el caso de que estos cabezales se estropeasen.

Sin embargo, hay líquidos limpiadores de inyectores que suelen solucionar el problema en la mayoría de los casos.
Los cabezales también se pueden estropear por otros motivos tanto con tinta oficial como con tinta clónica: si no se usan de vez en cuando se pueden obstruir debido a la tinta reseca, también si se intenta imprimir cuando no hay tinta, los cabezales se pueden quemar. Por lo general al cabo de unos pocos cartuchos, se acaba compensando el coste equivalente a otra impresora debido a la gran diferencia entre cartuchos clónicos y originales.
También hay un estudio del "Centro de Pesquisas do Instituto Mauá de Tecnologia" (IMT) de Brasil que dedujo que la impresión podía resultar mejor con tintas clónicas. Aunque el estudio fue solicitado por un fabricante de tinta.
La administración de EE. UU. lleva usando desde 1998 tinta compatible. En 1998, la ministra española de Medio Ambiente en aquel momento, Isabel Tocino, también inició un plan para que se utilizase tinta clónica en su ministerio.
A veces, el consumo es muy alto y aunque el precio de la tinta sea reducido resulta una molestia tener que rellenar los cartuchos muy a menudo. Para estos casos hay un sistema llamado CISS, que tiene unos depósitos externos de gran capacidad (unos 100ml), que se rellenan fácilmente sin necesidad de jeringuillas.

## Chips de protección
Hace algunos años y debido a la aparición de gran cantidad de marcas alternativas de cartuchos de tinta, las empresas fabricantes de impresoras decidieron introducir en sus cartuchos unos chips de detección que cuentan la cantidad de caracteres impresos e identifican de manera única el cartucho. Con esto han conseguido: 
1. Evitar el rellenado de los cartuchos.
2. Detectar y rechazar los cartuchos no originales.

Las empresas han tenido que claudicar con los gobiernos y deben suministrarles máquinas que no verifican ni el cartucho, ni el número de impresiones, aunque no es así para el resto de usuarios. La letra pequeña de ciertos cartuchos (Lexmark) dice que al romper el sello se está aceptando la prohibición de rellenarlo, con ello ganaron un pleito en la corte suprema.
Para evitar el efecto de este tipo de dispositivos se han creado los cartuchos con "autoreset" y los sistemas de impresión continuos.